# A State of Trance 2012
A State of Trance 2012 je devátá kompilace trancové hudby od různých autorů v sérii A State of Trance, kterou poskládal a zamixoval nizozemský DJ Armin van Buuren.

## Seznam skladeb
| Disk 1: On the Beach | Disk 1: On the Beach                              | Disk 1: On the Beach              | Disk 1: On the Beach |
| Pořadí               | Název                                             | Autor                             | Délka                |
| -------------------- | ------------------------------------------------- | --------------------------------- | -------------------- |
| 1.                   | The Fusion (Armin van Buuren’s Intro Edit)        | Omnia & IRA                       | 3:45                 |
| 2.                   | Granadella                                        | VillaNaranjos                     | 4:00                 |
| 3.                   | Try To Be Love (Roger Shah's Naughty Love Remix)  | Sunlounger & Zara Taylor          | 3:54                 |
| 4.                   | Piercing The Fog                                  | The Blizzard                      | 3:38                 |
| 5.                   | Keep This Memory                                  | Audien                            | 4:09                 |
| 6.                   | When The Sun (Eximinds Remix)                     | Alexander Popov                   | 3:23                 |
| 7.                   | Ushuaia Memories                                  | Nash & Pepper                     | 3:14                 |
| 8.                   | Universal Language                                | Mike Foyle & ReFeel               | 3:10                 |
| 9.                   | Always Loved, Never Forgotten (The Day Will Come) | Tenishia                          | 3:38                 |
| 10.                  | In Your Arms                                      | Andy Moor feat. Jessica Sweetman  | 3:50                 |
| 11.                  | Hyperfocus (Wezz Devall Remix)                    | Mark Otten                        | 3:00                 |
| 12.                  | Suddenly Summer                                   | Armin van Buuren feat. Ana Criado | 4:10                 |
| 13.                  | Waking Up The Stars                               | Alex M.O.R.P.H. & Protoculture    | 3:45                 |
| 14.                  | Down To Nothing (A State of Trance Edit)          | Susana & Max Graham               | 3:33                 |
| 15.                  | We Are What We Are                                | Lemon & Einar K                   | 3:01                 |
| Celková délka:       | Celková délka:                                    | Celková délka:                    | 1:13:46              |

| Disk 2: In the Club | Disk 2: In the Club                                       | Disk 2: In the Club                  | Disk 2: In the Club |
| Pořadí              | Název                                                     | Autor                                | Délka               |
| ------------------- | --------------------------------------------------------- | ------------------------------------ | ------------------- |
| 1.                  | Mumbai Traffic (Club Mix - Armin van Buuren’s Intro Edit) | Ashley Wallbridge                    | 3:44                |
| 2.                  | Invasion (The Official ASOT 550 Anthem)                   | W&W                                  | 2:48                |
| 3.                  | Attractive Force                                          | Alexander Popov                      | 3:56                |
| 4.                  | Amsterdam                                                 | Ørjan Nilsen                         | 4:22                |
| 5.                  | Overthrow (Protoculture Remix)                            | James Dymond                         | 3:16                |
| 6.                  | Kinetic                                                   | Abstract Vision & Elite Electronic   | 3:36                |
| 7.                  | J'ai Envie de Toi                                         | Armin van Buuren presents Gaia       | 2:47                |
| 8.                  | Blossom                                                   | Abstract Vision & Elite Electronic   | 3:57                |
| 9.                  | Nova Zembla (Armin van Buuren Remix)                      | Wiegel Meirmans Snitker              | 3:05                |
| 10.                 | 550 Senta (Aether Mix)                                    | Andrew Rayel                         | 3:57                |
| 11.                 | Icarus                                                    | Ralphie B                            | 3:43                |
| 12.                 | Megalodon                                                 | MaRLo                                | 3:37                |
| 13.                 | Belter                                                    | Armin van Buuren & Ørjan Nilsen      | 4:20                |
| 14.                 | Concrete Angel (John O'Callaghan Remix)                   | Gareth Emery feat. Christina Novelli | 4:51                |
| 15.                 | Dae Yor                                                   | Paul van Dyk feat. Ummet Ozcan       | 3:33                |
| 16.                 | Las Lilas                                                 | John O'Callaghan & Heatbeat          | 4:54                |
| 17.                 | Coming Home                                               | Aly & Fila vs. Jwaydan               | 4:45                |
| Celková délka:      | Celková délka:                                            | Celková délka:                       | 1:17:35             |